# Cemitério Judaico (Fachbach)

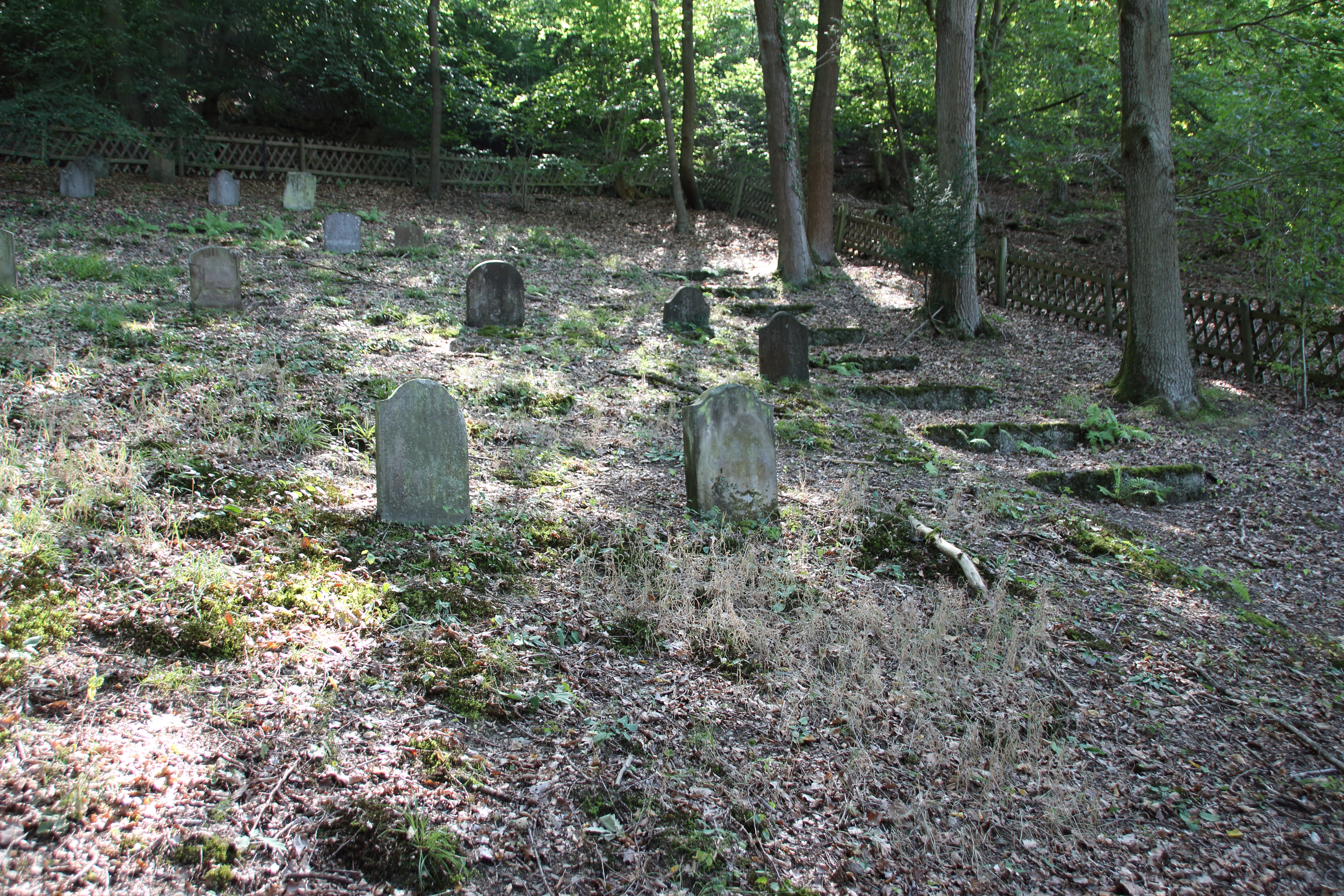
Cemitério Judaico de Fachbach

O Cemitério Judaico de Fachbach (em alemão:  Jüdische Friedhof Fachbach) é um cemitério judaico no município de Fachbach localizado no distrito de Rhein-Lahn, estado da Renânia-Palatinado. Está classificado como monumento cultural.
O cemitério judeu fica na periferia leste da cidade em uma clareira na encosta leste do vale de Fachbach, uma encosta íngreme, e ao norte do rio Lahn.
O cemitério de 974 m², construído no início do século XIX, contém 26 matzevas do início do século XIX até 1933. O cemitério também foi usado pelos judeus em Nievern para enterrar seus mortos.